# Ciolpani
Ciolpani is een gemeente in het Roemeense district Ilfov en ligt in de regio Muntenië in het zuidoosten van Roemenië. De gemeente telt 4240 inwoners (2005).

## Geografie
De oppervlakte van Ciolpani bedraagt 42 km², de bevolkingsdichtheid is 101 inwoners per km².
De gemeente bestaat uit de volgende dorpen: Ciolpani, Izvorani, Lupăria, Piscu.

## Politiek
De burgemeester van Ciolpani is Constantin Ioniță (PSD).

## Geschiedenis
In 1558 werd Ciolpani officieel erkend.